# Сайто Йосітацу

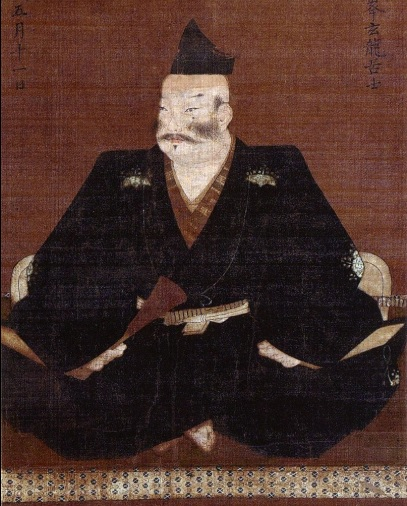
Портрет Сайто Йосітацу (храм Дзьодзайдзі, префектура Ґіфу)

Сайто Йосітацу (яп. 斎藤義龍, сайто йосітацу, 8 липня 1527 — 23 червня 1561) — самурайський полководець середньовічної Японії періоду Сенґоку. Володар провінції Міно (суч. префектура Ґіфу). Син Сайто Досана.
Обставини народження Йосітацу невідомі. Одні науковці вважають його сином Сайто Досана, в той час як інші — сином Токі Йорінарі, вигнаного Досаном законного губернатора провінції.
На початку 1550-х рр. Йосітацу став головою роду Сайто і знищив усіх своїх братів, претендентів на його посаду. Це спричинило конфлікт із батьком — Сайто Досаном. У 1556 році у битві при Наґара Йосітацу здобув його голову. Перед смертю Досан встиг надіслати заповіт своєму союзнику Оді Нобуназі, у якому передав права на володіння провінцією Міно. Цей заповіт став приводом до війни між родами Сайто і Ода. Війська під керівництвом Йосітацу деякий час вміло відбивали усі напади загонів Нобунаґи, але із раптовою смертю Йосітацу від прокази у 1561 році ситуація змінилась. За декілька років його син, Сайто Тацуокі, завдяки надмірному захопленню літературою, жінками та іграми втратив усі надбання батька.